# Selenia alciphearia
Selenia alciphearia är en fjärilsart som beskrevs av Walker 1860. Selenia alciphearia ingår i släktet Selenia och familjen mätare. Inga underarter finns listade.